# Piper hapnium
Piper hapnium är en pepparväxtart som beskrevs av Buch.-ham.. Piper hapnium ingår i släktet Piper och familjen pepparväxter. Inga underarter finns listade i Catalogue of Life.